# Mastax striaticeps
Mastax striaticeps é uma espécie de carabídeo da tribo Brachinini, com distribuição restrita à Bangladesh.